# Bronski Beat
Bronski Beat var ett brittiskt synthpopband som startade 1983 och som blev mycket kända för hitlåten "Smalltown Boy". Den släpptes 1984 och blev listetta i både Nederländerna och Italien. De fick flera hits i Storbritannien med låtar som "Why?" från 1984 och "Hit That Perfect Beat" från 1986, den sistnämnda utan Jimmy Somerville. Somerville lämnade bandet 1985 för att starta duon The Communards tillsammans med Richard Coles. Han ersattes i Bronski Beat av sångaren John Foster. Bronski Beat splittrades 1995, men återförenades 2016, senare samma år dog Larry Steinbachek. Steve Bronski dog 2021.

## Allmänt
Gruppens frontfigur var Jimmy Somerville, vars karaktäristiska falsettröst definierade gruppens sound. Medlemmarna var öppet homosexuella.

## Bandmedlemmar
Nuvarande medlemmar
- Steve "Bronski" Forrest - keyboard, percussion (1983–1995, 2016–2021; död 2021)
- Ian Donaldson – DJ (2016–2018)
- Stephen Granville – sång (2016–2018)

Tidigare medlemmar
- Jimmy Somerville – sång (1983–1985, 1987)
- Larry Steinbachek – keyboard, percussion (1983–1995; död 2016)
- John Foster – sång (1986–1987, 1994–1995)
- Jonathan Hellyer – sång (1989–1994, 1995)

## Diskografi
Studioalbum
- 1984 – The Age of Consent
- 1986 – Truthdare Doubledare
- 1995 – Rainbow Nation
- 2017 – The Age Of Reason

Remixalbum
- 1985 – Hundreds & Thousands
- 2018 – The Age Of Remix (2xCD)

Livealbum
- 1985 – Bronski Beat perform at the Hammersmith Odeon

Singlar (topp 20 på UK Singles Chart)
- 1984 – "Smalltown Boy" (#3)
- 1984 – "Why?" (#6)
- 1984 – "It Ain't Necessarily So" (#16)
- 1985 – "I Feel Love" (Donna Summer-cover tillsammans med Marc Almond) (#3)
- 1985 – "Hit That Perfect Beat" (#3)
- 1986 – "C'mon! C'mon!" (#20)

Samlingsalbum (tillsammans med Jimmy Somerville & The Communards)
- 1990 – The Singles Collection 1984/1990
- 1991 – Master Series
- 2001 – The Very Best of Jimmy Somerville, Bronski Beat and The Communards
- 2002 – The Essentials
- 2009 – For a Friend: The Best of Bronski Beat, The Communards & Jimmy Somerville